# Quiromancia

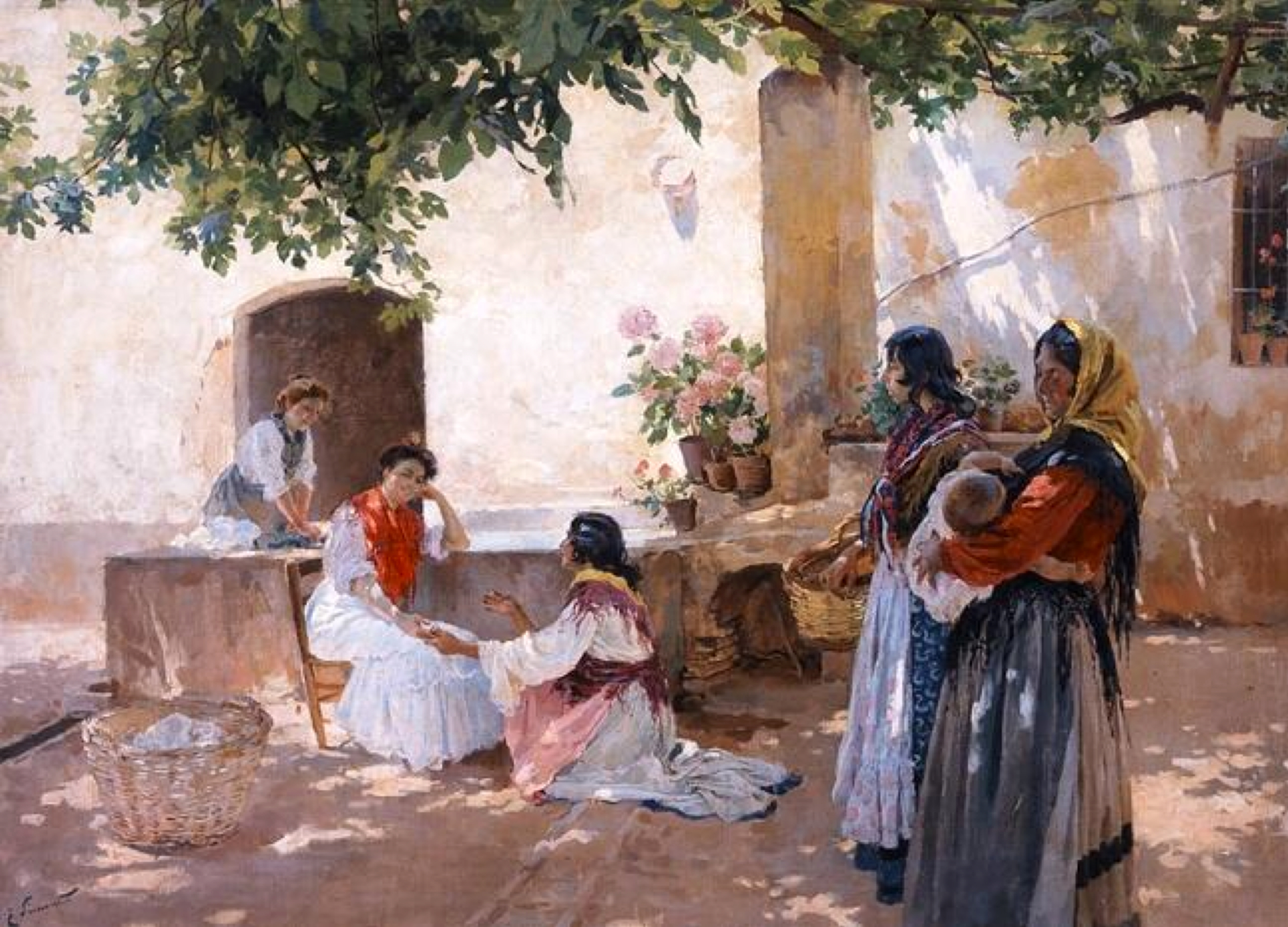
A Adivinha (1899), de Enrique Simonet.

Quiromancia é o ato de ler as mãos e predizer o futuro de uma pessoa. É considerada uma pseudociência. É praticada em todo o mundo, em numerosas variações culturais. 
A quiromancia (do grego Χείρων, "mão", e Μαντεια, " profecia") é um método complexo de adivinhação e de interpretação de sinais baseados nas linhas da palma da mão e no seu formato, tamanho e textura. A interpretação dessas linhas varia muito de escola para escola.
Existe a crença que acredita que, através da quiromancia, ou seja, pela leitura das mãos, é possível descobrir o passado e o futuro, as tendências e as potencialidades do indivíduo, além de prever problemas de vários gêneros, tendo assim a possibilidade de poder mudar e evitar tais problemas. 
Esse sistema de arte divinatória deve ter tido origem na Índia há pelo menos cinco mil anos.
Era praticado na China, no Tibete, na Pérsia, na Mesopotâmia e no Egito.
As lendas nos contam que o filósofo grego Aristóteles, que dizia que a mão é o "principal órgão" do corpo, ensinou quiromancia a seu mais famoso pupilo, Alexandre, o Grande.
Dizem que também Júlio César acreditava ter tanta habilidade para decifrar palmas da mão que julgava seus homens pela aparência de suas mãos.

## História

### Quiromancia antiga
É uma prática tradicional na Eurásia. O acupunturista Yoshiaki Omura situa suas origens na astrologia hindu, no I Ching e nos videntes ciganos. Há milhares de anos, o sábio hindu Valmiki teria escrito o livro "Ensinamentos do sábio Valmiki sobre quiromancia humana". Da Índia, a arte teria se espalhado para a China, Egito, Tibete, Pérsia e países da Europa, como a Grécia, onde Anaxágoras a praticou. Aristóteles (384–322 a.C.) teria descoberto um tratado sobre o tema num altar a Hermes, e o teria mostrado a seu discípulo Alexandre, o Grande, que teria passado a examinar as mãos de seus soldados.
A quiromancia é citada indiretamente no Livro de Jó, que é datado pelos acadêmicos entre os séculos VII e IV a.C.
Na renascença, a quiromancia era considerada uma das sete artes proibidas, junco com a necromancia, geomancia, aeromancia, piromancia, hidromancia e escapulomancia. Durante o século XVI, ela foi combatida pela igreja católica. Tanto o papa Paulo IV quanto o papa Sisto V escreveram editos papais combatendo várias formas de adivinhação, incluindo a quiromancia.

### Quiromancia moderna
A quiromancia experimentou um reavivamento na era moderna com o livro "A quironomia" (1839), do capitão Casimir Stanislas D'Arpentigny.
A Sociedade Quirológica da Grã-Bretanha foi fundada em Londres por Katharine St. Hill em 1889 com a meta de sistematizar e evoluir a arte da quiromancia, combatendo a ação de charlatões. Edgar de Valcourt-Vermont (conde de são Germano) fundou a Sociedade Quirológica Estadunidense em 1897.
Um figura central na quiromancia moderna foi o irlandês William John Warner, conhecido popularmente como Cheiro. Depois de estudar com gurus na Índia, ele começou a praticar quiromancia em Londres, tendo inúmeros clientes famosos, como Mark Twain, W. T. Stead, Sarah Bernhardt, Mata Hari, Oscar Wilde, Grover Cleveland, Thomas Edison, o príncipe de Gales, Horatio Herbert Kitchener, William Ewart Gladstone e Joseph Chamberlain. O cético Mark Twain escreveu, no livro de visitantes de Cheiro, que este havia "exposto minha personalidade com acurácia humilhante".
Edward Heron-Allen, um polímata inglês, publicou "Quiromancia: um manual de cheirosofia" (1883). Houve tentativas de formular uma base científica para a arte, principalmente com a publicação de "As leis da leitura científica de mão" (1900), de William G. Benham.
Em 1970, a Parker Brothers publicou um jogo criado por Maxine Lucille Fiel chamado "jogo de toque de quiromancia" que permitia que os jogadores tivessem sua "mão lida e analisada" selecionando cartas que possuíssem os mesmos padrões de mão.

## Técnicas
A quiromancia consiste na prática de avaliar a personalidade ou vida futura de uma pessoa "lendo" sua mão. Várias "linhas" ("linha do coração", "linha da vida" etc.) e "montes" possibilitam interpretações de acordo com seu tamanho relativo, qualidades e interseções. Em algumas tradições, os leitores também examinam os dedos, unhas, impressões digitais e padrões na pele das mãos (dermatoglifia), textura e cor da pele, formato da mão e flexibilidade da mão.
Usualmente, o leitor começa pela mão dominante (que é, por vezes, associada à mente consciente, enquanto a outra mão costuma ser associada ao subconsciente). Em algumas tradições, acredita-se que a mão não dominante carregue informações relativas à família do indivíduo, à sua vida pregressa ou a suas condições cármicas.
Cada área da mão costuma ser relacionada a uma divindade e sua respectiva área de atuação. Por exemplo, a região do dedo anelar costuma ser associada à arte, música, estética, fama, riqueza e harmonia.

## Formato da mão
O formato da mão costuma ser dividido em quatro tipos principais, correspondendo aos elementos clássicos ou à teoria humoral. Por exemplo, uma "mão de fogo" pode denotar energia, criatividade, impulsividade, ambição etc.
- Mãos de terra possuem palmas e dedos grandes e quadrados, com pele grossa e corada.
- Mãos de ar possuem palmas quadradas com dedos longos e juntas salientes, dedões curtos e pele seca.
- Mãos de água possuem uma palma longa e oval, com dedos longos, flexíveis e cônicos.
- Mãos de fogo possuem uma palma quadrada, pele rosada e dedos curtos.

## Princípios básicos da leitura de mão
De maneira geral:

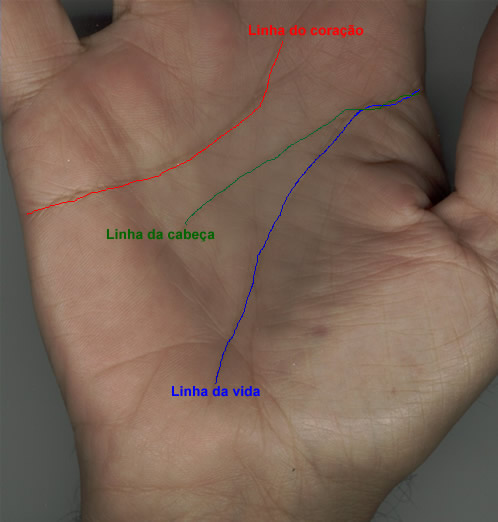
As 3 linhas principais

- quanto mais definida, equilibrada, sem correntes e sem ramos as linha tiverem, melhores serão os aspectos associados a elas.

- se não aparece um aspecto positivo, não significa que a pessoa tenha o lado negativo do aspecto, por exemplo, se não há indicação que a pessoa seja bondosa não significa que ela é uma pessoa má; ou não ser inteligente não é exatamente igual a ser ignorante.

- é melhor não ter uma linha do que ter uma linha ruim.

- linhas perfeitamente duplas são as melhores.

As principais linhas da mão são:
1. A LINHA DA VIDA:
- A crença popular diz que essa linha indica quanto tempo uma pessoa vai viver.

No entanto, ela dá uma ideia geral da qualidade de vida e da vitalidade dessa pessoa.
Uma curva acentuada para baixo, mesmo numa linha curta, indica força física.
Já uma linha relativamente reta sugere pouca resistência.
Situa-se perto do polegar, perto da linha da cabeça.
2.LINHA DA CABEÇA: 
- Mostra a capacidade intelectual da pessoa.

Ela revela a criatividade latente, o poder de concentração e a capacidade de resolver problemas.
Quanto maior a linha, maior a capacidade de concentração.
Situa-se no meio da palma da mão, quase reta.
3.A LINHA DO DESTINO:
- Tem relação com a postura no trabalho e como o futuro influencia a pessoa.

Se inexistente ou curta, a pessoa gosta de valorizar o presente e aproveitar o dia. Se vai da parte de baixo da palma até o dedo médio, indica que se trata de alguém que valoriza seu trabalho e que gosta de planejamentos a longo prazo.
Outras linhas:
- Saúde
- Anel de Vênus
- Linhas de Marte
- Filhos

Outros elementos:
- Cruzes
- Triângulos
- Quadrados
- Estrelas (asteriscos)
- Grades

Montes:
- Mercúrio
- Apolo
- Saturno
- Júpiter
- Martes
- Lua
- Vênus

## Esquerda ou direita?
A mão que você mais usa é chamada de principal ou superior. Ela indica os eventos futuros bem como o seu exterior.
A outra mão é denominada secundária ou inferior. Ela mostra seu potencial bem como o seu interior. Pessoas destras tendem a ser mais lógicas, pois a mão direita está conectada com a região lógica, lado esquerdo do cérebro. Pessoas canhotas tendem a ser mais criativas, pois a mão esquerda está conectada com a região intuitiva, lado direito do cérebro.

## Críticas
Houve pouca pesquisa científica para a verificação da exatidão da quiromancia como um sistema de análise. Muita análise foi empreendida pelos próprios leitores. Nenhuma informação conclusiva foi encontrada para apoiar as alegações realizadas por leitores. Tipicamente, a quiromancia é encarada, na literatura científica, como pseudociência ou superstição. O famoso psicólogo e notório cético Ray Hyman escreveu:

Comecei a ler mãos na minha adolescência como um meio de complementar a renda que obtinha com apresentações de mágica e de poderes mentais. No início, eu não acreditava em leitura de mãos. Mas eu sabia que, para convencer as pessoas, eu precisava acreditar naquilo. Depois de alguns anos, me tornei um crente fervoroso da quiromancia. Um dia, o finado Stanley Jacks, que era um mentalista profissional e um homem que eu respeitava, cuidadosamente me sugeriu que eu fizesse uma experiência, e desse interpretações erradas sobre as linhas das mãos. Para meu espanto, as predições foram plenamente aprovadas. Desde então, tenho estudado os motivos pelos quais tanto leitor quanto cliente acreditam em fatos que não são verdade.
Os céticos sempre colocam a quiromancia no ramo das práticas que usam leitura a frio, ou seja, que obtêm informações sobre os clientes baseadas em pistas fornecidas involuntariamente pelos mesmos.
Embora alguns cristãos condenem a quiromancia como uma forma de adivinhação, as tradições judaicas e cristãos costumam ser ambivalentes sobre o tema. Enquanto algumas práticas específicas como necromancia e astrologia são condenadas por autores bíblicos, outras práticas como interpretação dos sonhos, cleromancia e o uso do Urim e Tumim não o são. Durante o século XVI, a igreja católica condenou a prática da quiromancia. Entretanto, existe uma longa tradição de quiromancia no misticismo judaico e no misticismo cristão, e alguns praticantes como o conde de São Germano alegam que a Bíblia não se opõe à quiromancia.
Já o islã condena pesadamente todas as formas de adivinhação, e considera a quiromancia como haraam (proibida). O Alcorão diz que "você está proibido de procurar adivinhar seu futuro por meio de setas divinatórias" (Surah Al-Ma'idah 5:3). Aqueles que realizam tais práticas são chamados de "mentirosos" (Sahih Al-Bukhari Hadith 8.232).